# Prix littéraires du Gouverneur général 2014
Les finalistes aux Prix littéraires du Gouverneur général pour 2014, un des principaux prix littéraires canadiens, ont été annoncés le 7 octobre 2014. Les lauréats ont été annoncés le 18 novembre 2014.

## Français

### Prix du Gouverneur général: romans et nouvelles de langue française
- Andrée A. Michaud, Bondrée
- Michael Delisle, Le Feu de mon père
- Alain Farah, Pourquoi Bologne
- Robert Lalonde, C’est le cœur qui meurt en dernier
- Larry Tremblay, L'Orangeraie

### Prix du Gouverneur général: poésie de langue française
- José Acquelin, Anarchie de la lumière
- Joséphine Bacon, Un thé dans la toundra/Nipishapui nete mushuat
- Paul Chanel Malenfant, Toujours jamais
- Georgette LeBlanc, Prudent
- Julie Stanton, Mémorial pour Geneviève et autres tombeaux

### Prix du Gouverneur général: théâtre de langue française
- Carole Fréchette, Small Talk
- François Archambault, Tu te souviendras de moi
- Simon Boudreault, As is (tel quel)
- Olivier Kemeid, Moi, dans les ruines rouges du siècle
- Étienne Lepage, Histoires pour faire des cauchemars

### Prix du Gouverneur général: études et essais de langue française
- Gabriel Nadeau-Dubois, Tenir tête
- Catherine Ferland et Dave Corriveau, La Corriveau: De l’histoire à la légende
- Bertrand Gervais, Un défaut de fabrication
- Nicolas Lévesque et Catherine Mavrikakis, Ce que dit l’écorce
- Jean-Jacques Pelletier, Questions d’écriture: Réponses à des lecteurs

### Prix du Gouverneur général: littérature jeunesse de langue française - texte
- Linda Amyot, À l'ombre de la grande maison
- India Desjardins, Le Noël de Marguerite
- Patrick Isabelle, Eux
- Jean-François Sénéchal, Feu
- Mélanie Tellier, Fiona

### Prix du Gouverneur général: littérature jeunesse de langue française - illustration
- Marianne Dubuc, Le Lion et l'Oiseau
- Pascal Blanchet, Le Noël de Marguerite
- Manon Gauthier, Grand-mère, elle et moi…
- Isabelle Malenfant, Pablo trouve un trésor
- Pierre Pratt, Gustave

### Prix du Gouverneur général: traduction de l'anglais vers le français
- Daniel Poliquin, L’Indien malcommode: un portrait inattendu des Autochtones d’Amérique du Nord (Thomas King, The Inconvenient Indian: A Curious Account of Native People in North America)
- Éric Fontaine, Les Blondes (Emily Schultz, The Blondes)
- Hervé Juste, Poisson d’avril (Josip Novakovich, April Fool's Day)
- Lori Saint-Martin et Paul Gagné, La Femme Hokusai (Katherine Govier, The Ghost Brush)
- Lori Saint-Martin et Paul Gagné, Une brève histoire des Indiens au Canada (Thomas King, A Short History of Indians in Canada)

## Anglais

### Prix du Gouverneur général: romans et nouvelles de langue anglaise
- Thomas King,  The Back of the Turtle
- Michael Crummey, Sweetland
- Bill Gaston, Juliet Was a Surprise
- Claire Holden Rothman, My October
- Joan Thomas, The Opening Sky

### Prix du Gouverneur général: poésie de langue anglaise
- Arleen Paré, Lake of Two Mountains
- Christopher Levenson, Night Vision
- Garth Martens, Prologue for the Age of Consequence
- Sadiqa de Meijer, Leaving Howe Island
- Julie Joosten, Light Light

### Prix du Gouverneur général: théâtre de langue anglaise
- Jordan Tannahill, Age of Minority: Three Solo Plays
- Rick Chafe, The Secret Mask
- Sean Dixon, A God in Need of Help
- Janet Munsil, That Elusive Spark

### Prix du Gouverneur général: études et essais de langue anglaise
- Michael Harris (en), The End of Absence: Reclaiming What We’ve Lost in a World of Constant Connection
- Arno Kopecky, The Oil Man and the Sea: Navigating the Northern Gateway
- Edmund Metatawabin et Alexandra Shimo, Up Ghost River: A Chief’s Journey Through the Turbulent Waters of Native History
- Maria Mutch, Know the Night: A Memoir of Survival in the Small Hours

### Prix du Gouverneur général: littérature jeunesse de langue anglaise - texte
- Raziel Reid, When Everything Feels Like the Movies
- Jonathan Auxier, The Night Gardener
- Lesley Choyce, Jeremy Stone
- Rachel Qitsualik-Tinsley et Sean Qitsualik-Tinsley, Skraelings
- Mariko Tamaki, This One Summer

### Prix du Gouverneur général: littérature jeunesse de langue anglaise - illustration
- Jillian Tamaki, This One Summer
- Marie-Louise Gay, Any Questions?
- Qin Leng, Hana Hashimoto, Sixth Violin
- Renata Liwska, Once Upon a Memory
- Julie Morstad, Julia, Child

### Prix du Gouverneur général: traduction du français vers l'anglais
- Peter Feldstein, Paul-Émile Borduas: A Critical Biography (François-Marc Gagnon, Paul-Émile Borduas (1905-1960) : biographie critique et analyse de l'œuvre)
- Sheila Fischman, Wonder (Dominique Fortier, Les Larmes de saint Laurent)
- Linda Gaboriau, Christina, The Girl King (Michel Marc Bouchard, Christine, la reine-garçon)
- Maureen Labonté, And Slowly Beauty (Michel Nadeau, Lentement la beauté)
- Rhonda Mullins, Guyana (Élise Turcotte, Guyana)